# Temple de Zeus Olímpic (Atenes)
El Temple de Zeus Olímpic d'Atenes (grec: Ναός του Ολυμπίου Διός), també conegut com a Olimpièon, és un gran temple en ruïnes a Atenes que va ser dedicat a Zeus. Es va començar el segle vi aC, en l'època dels tirans, que volien construir el temple més gran del món antic, però no es va acabar fins al segle ii, en l'època de l'emperador Hadrià, 638 anys més tard. En l'època hel·lenística i en la romana era el temple més gran de Grècia.
En el segle iii, el temple va caure en desús després dels saquejos de les invasions bàrbares. És probable que després no fóra mai reparat i s'anara deteriorant fins a arribar a un estat ruïnós. En els segles posteriors a la caiguda de l'Imperi Romà, el temple es va utilitzar com a pedrera per a aconseguir materials de construcció per a altres projectes en la ciutat. Malgrat això, encara en queden restes importants i és un dels monuments més visitats.

## Característiques
El temple va ser construït en marbre del Pentèlic, i feia 96 metres de llargària per 40 metres d'amplària. Constava de 104 columnes corínties (la primera volta que aquest estil s'utilitzava en l'exterior d'un temple), cadascuna de 17 metres d'alt, de les quals 48 estaven col·locades en files triples sota els frontons i 56 en files dobles als costats. Només 15 d'aquestes columnes queden en peu avui. La setzena va caure durant un temporal el 1852 i està encara estesa on va caure.

## Història recent
El temple va ser excavat entre el 1889 i el 1896 per Francis Penrose, de l'escola britànica d'Atenes (qui també va tenir un paper destacat en la restauració del Partenó), el 1922 per l'arqueòleg alemany Gabriel Welter i en els anys 60 per arqueòlegs grecs dirigits per Ioannes Travlos. El temple, juntament amb les ruïnes circumdants d'altres estructures antigues, és un districte històric administrat pel del ministeri de l'Interior grec.
El 21 de gener del 2007, un grup de neopagans hel·lènics van obtenir el permís per a realitzar una cerimònia en honor de Zeus al temple. L'esdeveniment va ser organitzat per Ellinais, una organització que va guanyar una batalla jurídica per obtenir el reconeixement de les antigues pràctiques religioses gregues a la tardor del 2006.

## Galeria de fotos

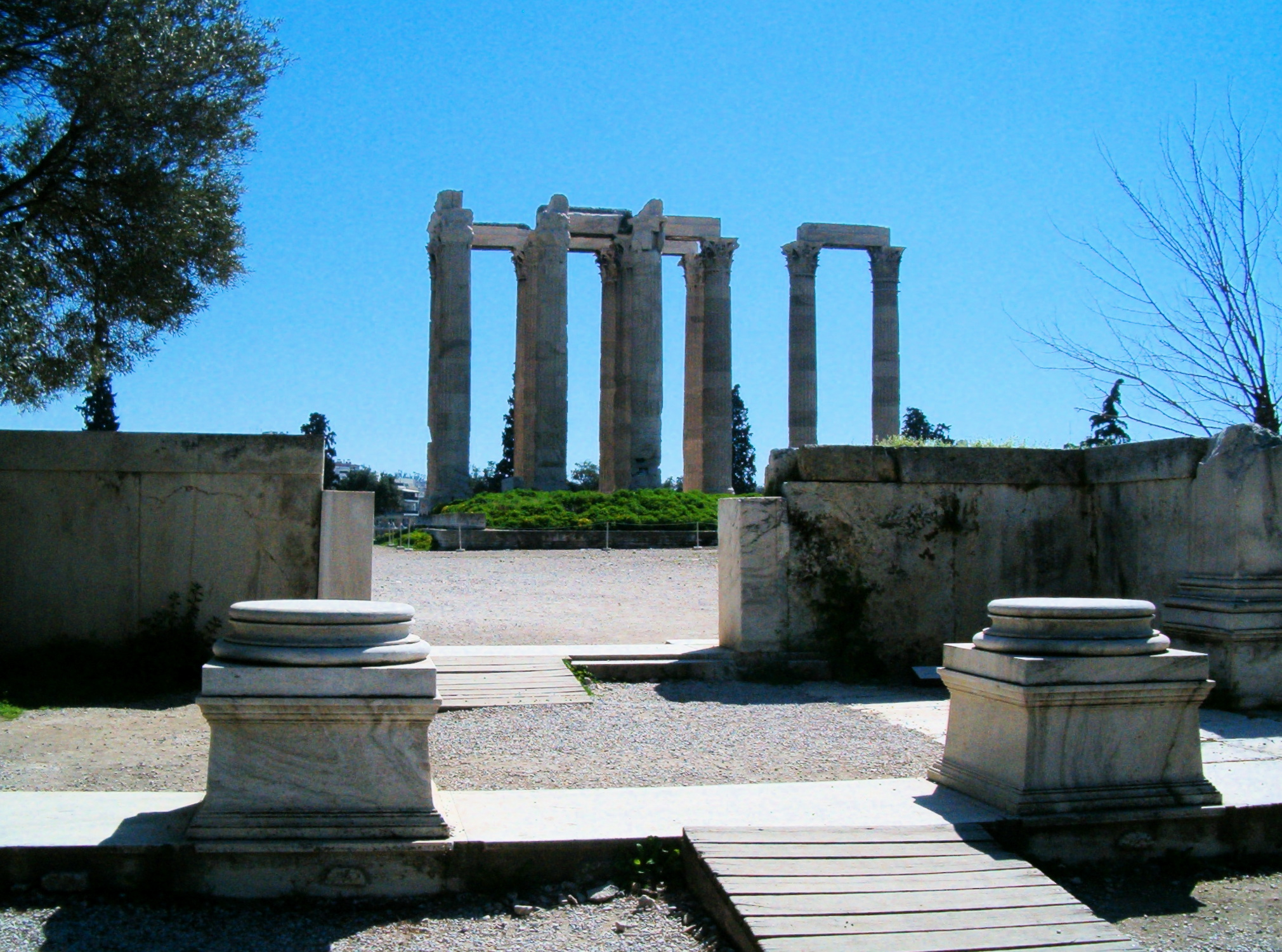
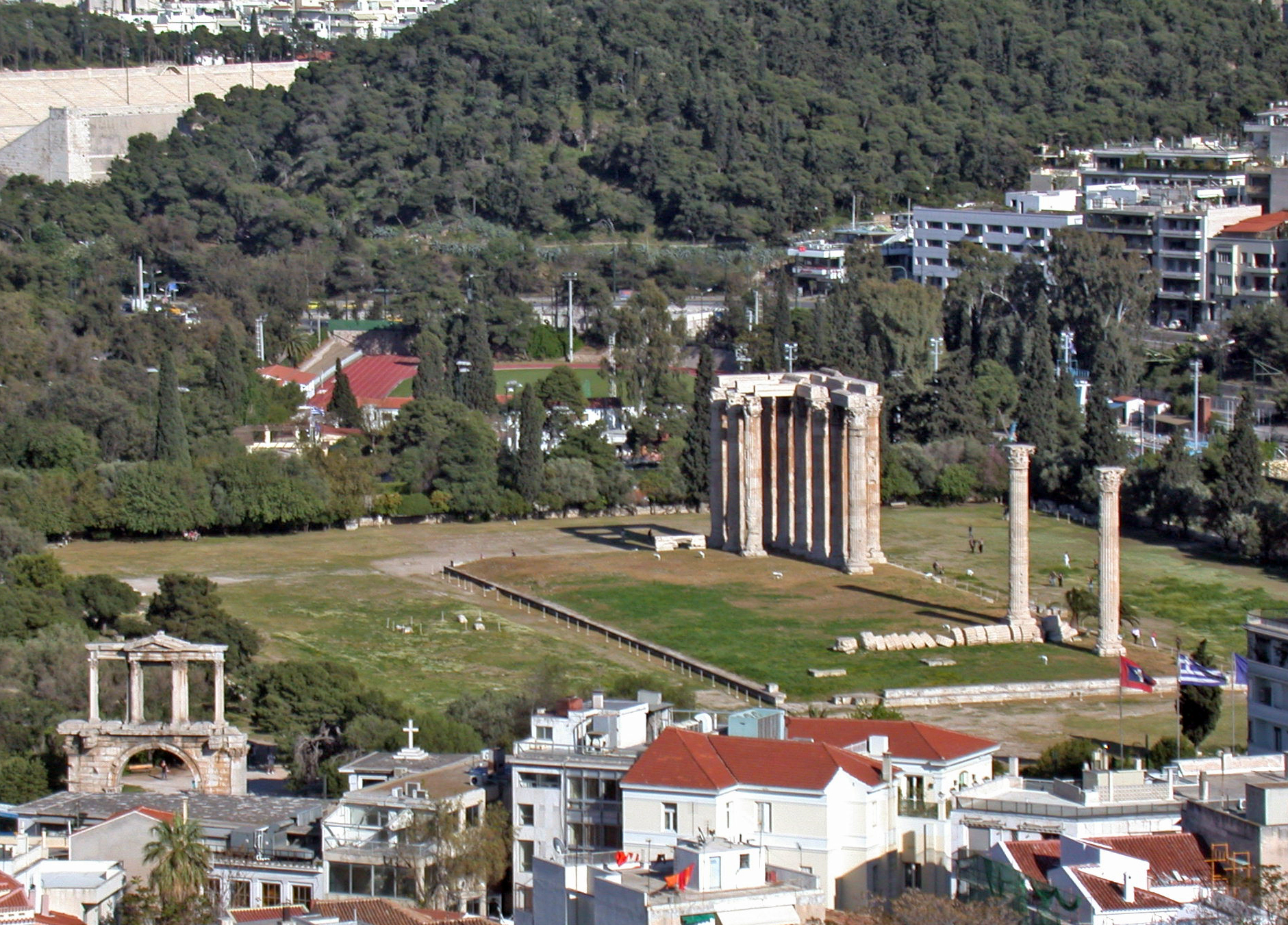
El temple vist des de l'Acròpoli.
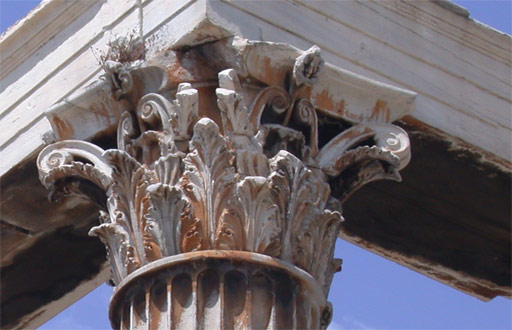
Detall d'un capitell corinti del temple.
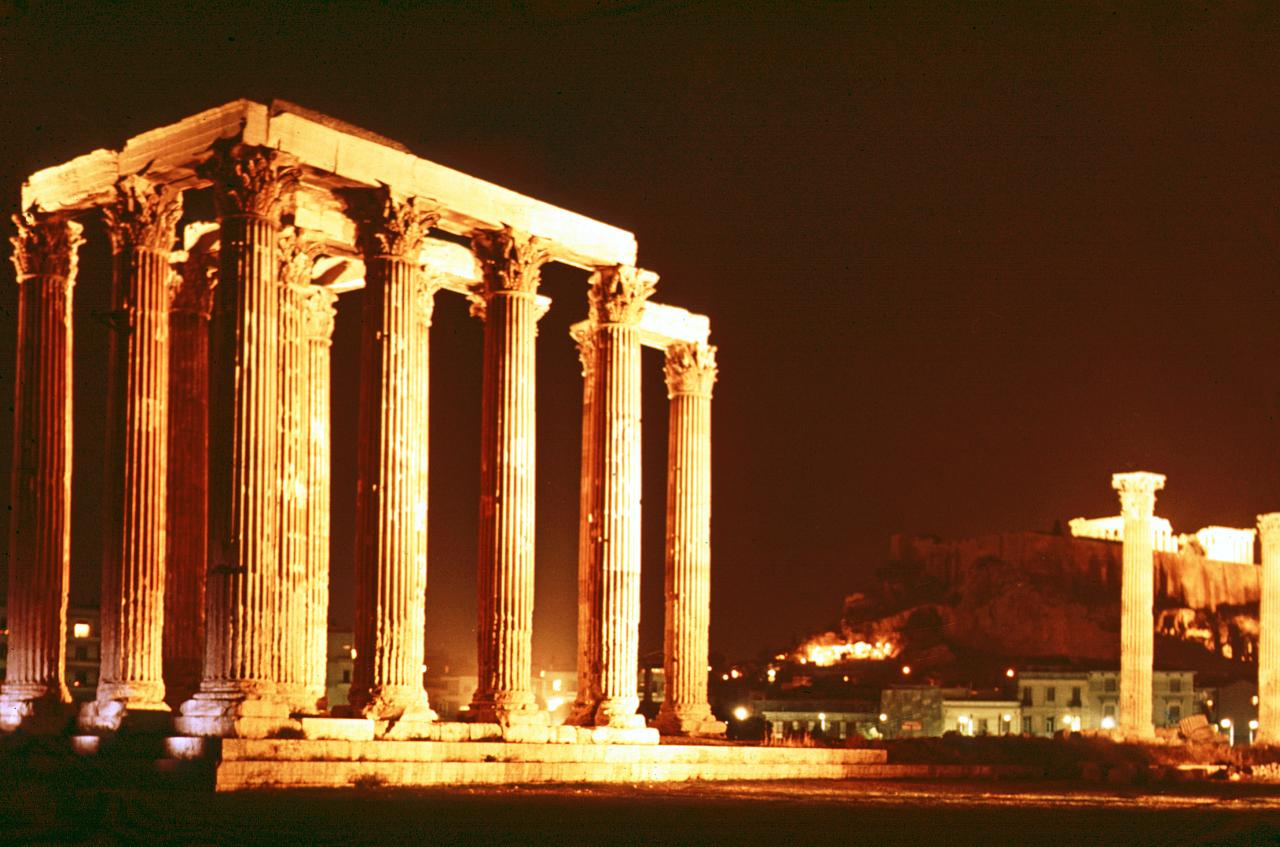
El Temple de Zeus Olímpic a la nit amb l'Acròpoli d'Atenes al fons.
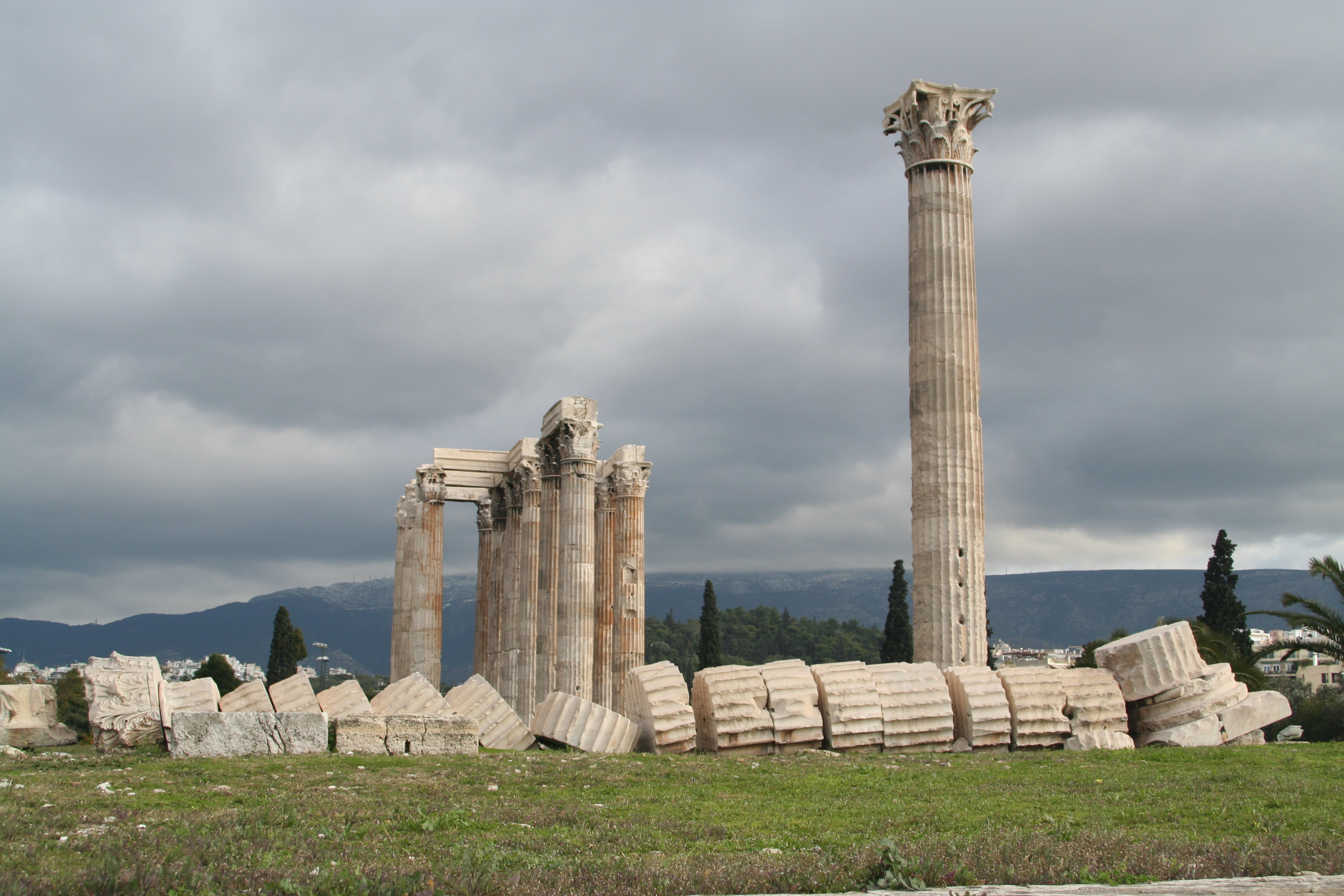
La columna que va caure el 1852.